# Bartlett (Tennessee)
Bartlett város az USA Tennessee államában, Shelby megyében. Lakosainak száma 57 786 fő (2020. április 1.).

## Népesség
A település népességének változása:
| Lakosok száma | 244  | 54 613 | 57 786 |
|               | 1870 | 2010   | 2020   |